# Nemamyxine kreffti
Nemamyxine kreffti – gatunek bezszczękowca z rodziny śluzicowatych (Myxinidae). 

## Zasięg występowania
Płd.-zach. Atlantyk. Od wybrzeży Argentyny do  płd. Brazylii.

## Cechy morfologiczne
Osiąga max. 40 cm długości całkowitej. Ciało bardzo silnie wydłużone o wysokości równej około 2,4-2,9% długości całkowitej. Posiada 8 par worków skrzelowych oraz 124 do 148 gruczołów śluzowych.
Ubarwienie ciała jasno do ciemnobrązowego. brzeg płetwy brzusznej przezroczysty.

## Biologia i ekologia
Występuje na głębokości 80-800 m.